# One Vice at a Time
One Vice at a Time es el sexto álbum de la banda suiza de heavy metal Krokus, lanzado por Arista Records en 1982.
Este fue el primer disco con el guitarrista Mark Kohler e incluyó el hit "America Woman", original de The Guess Who. Bruce Dickinson, que en ese momento acababa de ser contratado para ser el cantante de Iron Maiden, se encargó de aportar su voz en la canción "I'm on the Run".

## Lista de canciones
Cara A
1. Long Stick Goes Boom 5:12
2. Bad Boys, Rag Dolls 3:48
3. Playin' the Outlaw 3:59
4. To the Top 4:21

Cara B
1. Down the Drain 3:15
2. American Woman 3:37
3. I'm on the Run 3:43
4. Save Me 4:27
5. Rock 'n' Roll 4:06

## Personal
- Marc Storace - Voz
- Fernando von Arb - Guitarra solista y rítmica, bajo, teclados
- Mark Kohler - Guitarra rítmica y solista
- Chris von Rohr - Bajo, teclados, percusión, batería
- Freddy Steady - Batería, percusión